# Hatonuevo
Hatonuevo is een gemeente in het Colombiaanse departement La Guajira. De gemeente telt 14.796 inwoners (2005), van wie de meesten werkzaam zijn in de El Cerrejón-mijn, een van de grootste steenkoolmijnen ter wereld.
Albania · Barrancas · Dibulla · Distracción · El Molino · Fonseca · Hatonuevo · La Jagua del Pilar · Maicao · Manaure · Riohacha · San Juan del Cesar · Uribia · Urumita · Villanueva